# فیات ۷۰
فیات ۷۰ (Fiat 70) خودرویی است که در سال‌های ۱۹۱۵ تا ۱۹۲۰تولید شده‌است.
طراحی آن خودروهای موتور جلو-محور عقب بوده طول آن در حالت طبیعی ۳٬۸۲۰ میلیمتر (۱۵۰ اینچ) و وزن آن در حالت طبیعی ۱٬۷۳۵ کیلوگرم (۳٬۸۲۵ پوند) است.
موتور آن ۲۰۰۱ سی‌سی سیستم جعبه‌دندهٔ آن ۴ دنده به صورت دستی است.